# Flexus
En astrogeologia, flexus (plural flexūs; abr. FE) és una paraula llatina que significa «doblegat» que la Unió Astronòmica Internacional (UAI) utilitza per indicar un accident topogràfic en una superfície planetària en forma de cresta curvilínia d'una altura relativament baixa. Actualment només s'utilitza a Europa i la Unió Astronòmica Internacional assigna als flexūs noms associats al mite d'Europa (per exemple, Gortyna Flexus, a partir del lloc de Creta on Zeus dugué Europa).